# Napaea tanos
Napaea tanos är en fjärilsart som beskrevs av Hans Ferdinand Emil Julius Stichel 1910. Napaea tanos ingår i släktet Napaea och familjen Riodinidae. Inga underarter finns listade i Catalogue of Life.